# Église Bienheureuse-Isabelle-de-France de Neuilly-sur-Seine
L’église Bienheureuse-Isabelle-de-France de Neuilly est une église catholique paroissiale située en France à Neuilly-sur-Seine dans les Hauts-de-Seine.

## Description
Cette église est consacrée à Isabelle de France (1225-1270), sœur de saint Louis et fondatrice des clarisses de Longchamp à l'emplacement du bois de Boulogne actuel, qui est tout proche de l'église. Elle est constituée d’un oratoire en demi-sous-sol et d’une grande salle à nef unique en partie haute. L’architecture est très sobre, l’intérieur est illuminé par des vitraux de Pierre Chevalley.

## Historique
Vers 1938, l’abbé Heymann, curé de Saint-Jean-Baptiste de Neuilly, envisage la construction d'une nouvelle chapelle pour pourvoir aux besoins spirituels des fidèles du quartier de Bagatelle, en pleine croissance due au lotissement du parc de la Folie Saint-James. Le projet interrompu par la guerre est relancé en 1952 par l’abbé Louis Aufschneider et sera réalisé par l'Œuvre des Chantiers du Cardinal.
L’édifice est béni le 4 mai 1958 par Mgr Maurice Feltin en présence du maire Achille Peretti.

## Pour approfondir